# Kladno-Dubí
Kladno-Dubí – stacja kolejowa w miejscowości Kladno, w kraju środkowoczeskim, w Czechach. Znajduje się na wysokości 335 m n.p.m.
Na stacji nie ma możliwości zakupu biletów, a obsługa podróżnych odbywa się w pociągu. 

## Linie kolejowe
- 093 Kralupy nad Vltavou - Kladno